# Rastra
La rastra es un elemento típico de la indumentaria del gaucho argentino, uruguayo y riograndense. Consiste en un escudo metálico, que puede llevar las iniciales de su dueño o la marca del estanciero, como así también el cincelado de una flor, caballo u otro motivo criollo. Casi siempre de forma circular, acorazonada u ovalada, macizo o calado, ubicado en la parte delantera central, sujeta por medio de cadenas que surgen del centro un cinturón ancho de cuero, adornado con apliques de metal, o también con monedas de la época, como por ejemplo los patacones, hechos de oro, plata u otros materiales, según el poder económico de su dueño. 

## Rastra (instrumento agrícola)
En otra acepción, la rastra es también un instrumento agrícola. Es una especie de parrilla con púas en la parte inferior, que sirve para allanar la tierra después de arada.
La rastra se usa para la preparación de tierra en presiembra sobre labrado. Está diseñada para destormar la capa superficial del suelo permitiendo una buena germinación de la planta. Tiene una cuchilla trasera con el fin de cortar las hierbas e igualar el terreno para la siembra. Es posible acoplar el rulo agrícola compactador detrás de la rastra para compactar el terreno por medio de un enganche mecánico e hidráulico. Este instrumento es muy común en los cultivos con poca fertilidad ya que aumenta la fertilidad del terreno.

## Rastra (unidad de volumen)
Unidad usada en Colombia para el comercio de madera. Corresponde a la cantidad de madera que puede ser arrastada por una mula.  